# Olle Waller (konstnär)
Ivar Olle Waller, född 16 maj 1928 i Göteborg, död 1 september 2024 i Eldsberga distrikt, var en svensk fotograf, målare, tecknare och grafiker.
Han var son till sjökaptenen Ivar Waller och Anna Dahlstedt och tidigare gift med inredningsarkitekten Liina Haamer. Waller studerade vid Slöjdföreningens skola 1944–1947 och för Endre Nemes vid Valands målarskola i Göteborg 1947–1952. Han övergick i slutet av 1950-talet till att huvudsakligen arbeta som fotograf med konstnärskapet som bisyssla. Separat ställde han bland annat ut på bland annat Galleri 54 i Göteborg 1967 och han medverkade i Göteborgs konstförenings utställningar på Göteborgs konsthall och han var representerad i samlingsutställningar på God Konst i Göteborg och Göteborgs konstnärsklubbs utställning på Mässhuset i Göteborg. Hans konst består av figurer, stilleben, porträtt och landskap utförda i olja, pastell, gouache eller akvarell. Waller är representerad vid Göteborgs museum med litografin Sittande kvinna och ett flertal verk vid Göteborgs kommun.